# Ce qu'il faut dire
Pour les articles homonymes, voir CQFD.
Ne doit pas être confondu avec CQFD (journal).
Ce qu'il faut dire est un journal antimilitariste et pacifiste libertaire fondé le 2 avril 1916 par Sébastien Faure et Mauricius pour s'opposer au « Manifeste des Seize ».

## Historique
C'est Mauricius qui fournit les fonds nécessaires à la publication.
L'objectif est avant tout de s'opposer à la Première Guerre mondiale et aux anarchistes qui ont rejoint l'Union sacrée et signé le « Manifeste des Seize ». Censuré, pas une ligne du contre-manifeste présent dans le premier numéro ne pourra être publiée. Les numéros suivants, malgré la censure, seront tout de même diffusés dans l'armée française jusqu'en décembre 1917.
Le journal n'est pas spécifiquement anarchiste et quelques socialistes, des syndicalistes révolutionnaires en vue, y collaborent.
D'après l'historien Jean Maitron, « Quelques chiffres illustrent le succès du journal celui du tirage qui atteint 12 000 exemplaires au lancement, 20000 en novembre, celui des abonnements 1000 en mai, 3000 en décembre. Mais surtout, des groupes d'amis se constituèrent, nombreux et actifs. Dès le 21 mai 1916, le mois donc qui suivit la parution du premier numéro, une sortie réunissait dans les bois de Saint-Cloud une trentaine de lecteurs de C.Q.F.D. auxquels Mauricius fit une causerie. On dénombrait une cinquantaine de groupes en 1917, dont une vingtaine à Paris […] et une trentaine groupés autour des capitales provinciales Lyon, Marseille, Toulouse, Rochefort-Saintes, Nantes-Angers-Trélazé ».

## Postérité
Ce titre sera repris de 1934 à 1936 à Bruxelles par Hem Day ; puis de 1944 à 1945 par Louis Louvet et Charles-Auguste Bontemps.

## Publications

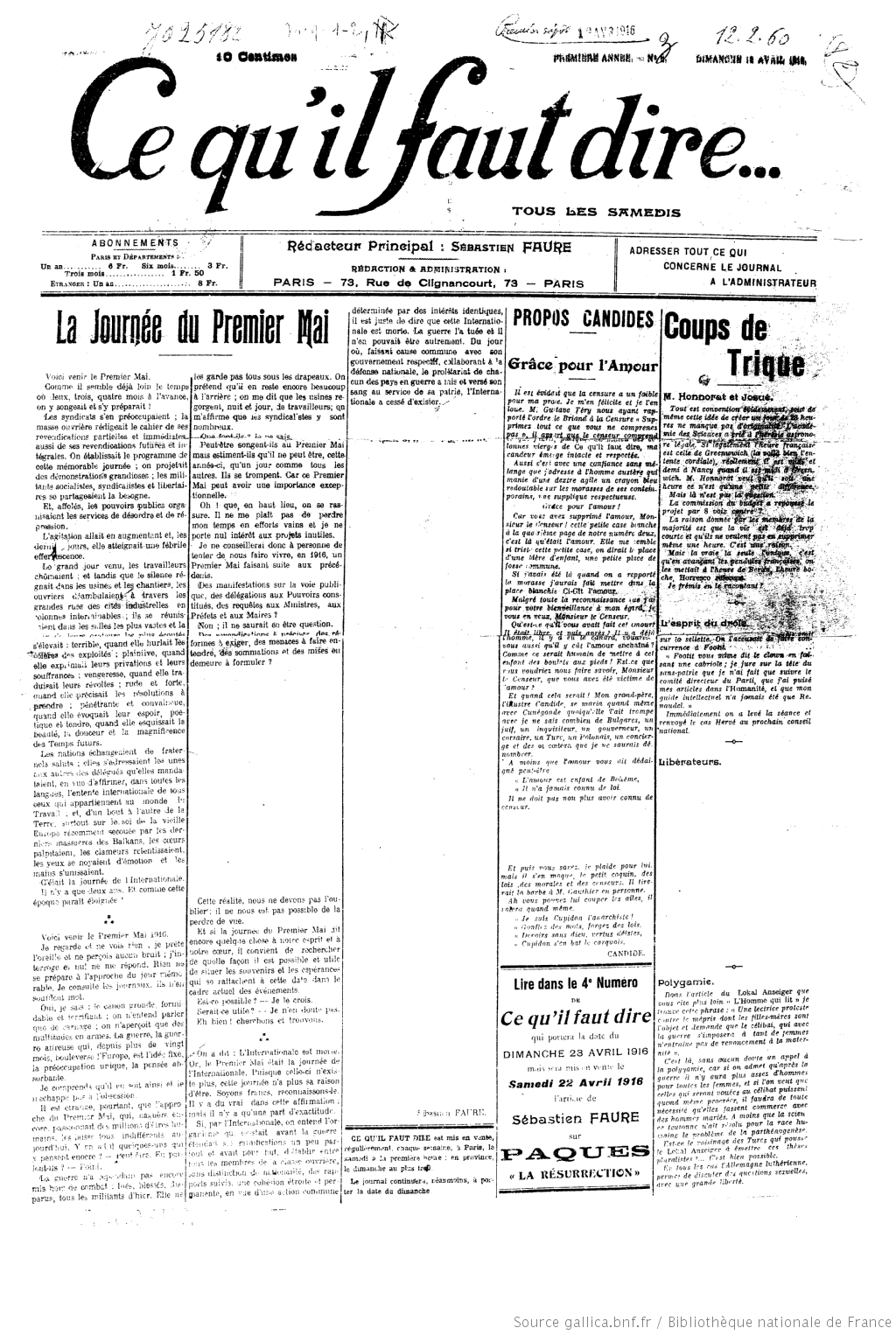
Les blancs représentent les textes supprimés par la censure.

- no 3, 18 avril 1916, texte intégral.

### Notices
- Centre International de Recherches sur l'Anarchisme (Lausanne) : notice.
- L'Éphéméride anarchiste : notice.

#### Contributeurs
- Sébastien Faure - Mauricius - Octave Jahn - André Voisin - Charles-Auguste Bontemps - Madeleine Vernet - André Claudot - Benoît Broutchoux - Jean Biso - Éliacin Vézian - Émilienne Morin